# Barbakan w Krakowie (obraz Jana Stanisławskiego)
Barbakan w Krakowie – obraz olejny namalowany przez polskiego malarza Jana Stanisławskiego w 1903 roku.
Obraz przedstawia fragment barbakanu i Teatr im. Juliusza Słowackiego w Krakowie.
Obraz znajduje się w zbiorach Muzeum Narodowego w Warszawie.